# レベッカ・ウェルチ
レベッカ・ウェルチ（英語: Rebecca Welch、1983年12月1日 - ）は、イングランドのサッカー審判員。2015年から国際サッカー連盟 (FIFA) 登録の国際審判員となっている。
イギリス人女性として初めてプレミアリーグの主審を務めたことで知られる。

## 来歴
ノース・イースト・イングランドのタイン・アンド・ウィア出身。ダラム・カウンティのサッカー協会で審判になるための研修を受け、2010年に審判員になるが、2019年まで国民保健サービス (NHS) 関連の非省公共団体であるNHSビジネスサービス局で働いていた。2017年5月13日にウェンブリー・スタジアムで行われたFA女子カップ決勝・バーミンガム対マンチェスター・Cでは主審を務め、2018年からはウィメンズ・スーパーリーグ (WSL) のみならず、女性として初めて男子のフットボールリーグ (EFL) の主審も務めた。
2020年8月29日、FA女子コミュニティ・シールドのチェルシー対マンチェスター・シティ戦で主審を担当。
2022年1月8日にはFAカップ2021-20223回戦のバーミンガム対プリマス戦で主審を務め、同大会で主審を務めた初の女性となった。7月にはUEFA欧州女子選手権で3試合担当。
2023年1月9日、FIFAより「2023 FIFA女子ワールドカップ オーストラリア／ニュージーランド大会」を担当する主審33名の一人として初めて選出され、ラウンド16 オーストラリア対デンマーク戦など3試合の主審を担当。
12月23日、プレミアリーグのフラム対バーンリー戦で主審を務め、同リーグの試合で主審を務めた初の女性となった。